# SAYUMINGLANDOLL〜SAYUTOPIA〜
『SAYUMINGLANDOLL〜SAYUTOPIA〜』（サユミンランドール〜サユートピア〜）は、2021年9月1日にアップフロントワークス（UP-FRONT WORKSレーベル）から発売された道重さゆみの1枚目のオリジナルアルバム。

## 概要
- 発売から1年5か月経過した2023年2月15日、次作『SAYUMINGLANDOLL〜サユミミライ〜』と同時に、各配信サイトでの配信販売を開始[2]。

## 収録曲
1. MY OWN LIFE! (4:29)
作詞・作曲：つんく、編曲：大久保薫
2. Sayutopia (4:05)
作詞：大森靖子、作曲：K2-Dee、編曲：大久保薫
3. AGE1-ROOM (4:06)
作詞・作曲：大森靖子、編曲：大久保薫
4. I Have a Dream (5:21)
作詞：児玉雨子、作曲：K2-Dee、編曲：大久保薫
5. ラリルレロンリー・ルーム (3:47)
作詞：児玉雨子、作曲・編曲：大久保薫
6. 君の代わりは居やしない(SAYUMINGLANDOLL〜希望〜 Ver.) (4:29)
作詞・作曲：つんく、編曲：大久保薫
7. 瞬間Watcher (4:01)
作詞・作曲：大森靖子、編曲：大久保薫
8. WHO IS BABY (3:46)
作詞・作曲：大森靖子、編曲：大久保薫
9. 笑顔の君は太陽さ(SAYUMINGLANDOLL〜希望〜 Ver.) (4:34)
作詞・作曲：つんく、編曲：大久保薫
10. オレンジブルー (4:38)
作詞：大森靖子、作曲：K2-Dee、編曲：江上浩太郎
11. DESTINY 〜タピオカモード〜 (4:26)
作詞：大森靖子、作曲：K2-Dee、編曲：大久保薫
12. DESTINY 〜チヨコレイトモード〜 (4:25)
作詞：大森靖子、作曲：K2-Dee、編曲：大久保薫
13. 乙女スランプ (3:20)
作詞：大森靖子、作曲：K2-Dee、編曲：江上浩太郎
14. た・り・な・い❤LOVELY (3:47)
作詞・作曲：大森靖子、編曲：大久保薫